# (8041) Masumoto
(8041) Masumoto (1993 VR2) – planetoida z pasa głównego asteroid okrążająca Słońce w ciągu 4,25 lat w średniej odległości 2,62 au. Odkryta 15 listopada 1993 roku.